# Sexualsprache
Die Sexualsprache bezeichnet das explizite Sprechen über Sexualität, Geschlechtsorgane und deren Funktionen. Das Sprechen über diese als intim empfundene Dinge war in der Kulturgeschichte des Menschen häufig mit Sprachtabus belegt und/oder wurde als obszön empfunden. Der Umgang mit Sexualsprache ist einem starken Kulturwandel unterworfen und beeinflusst von jeweils zeitprägenden sozialen und religiösen Wertvorstellungen.

## Geschichte der Sexualsprache

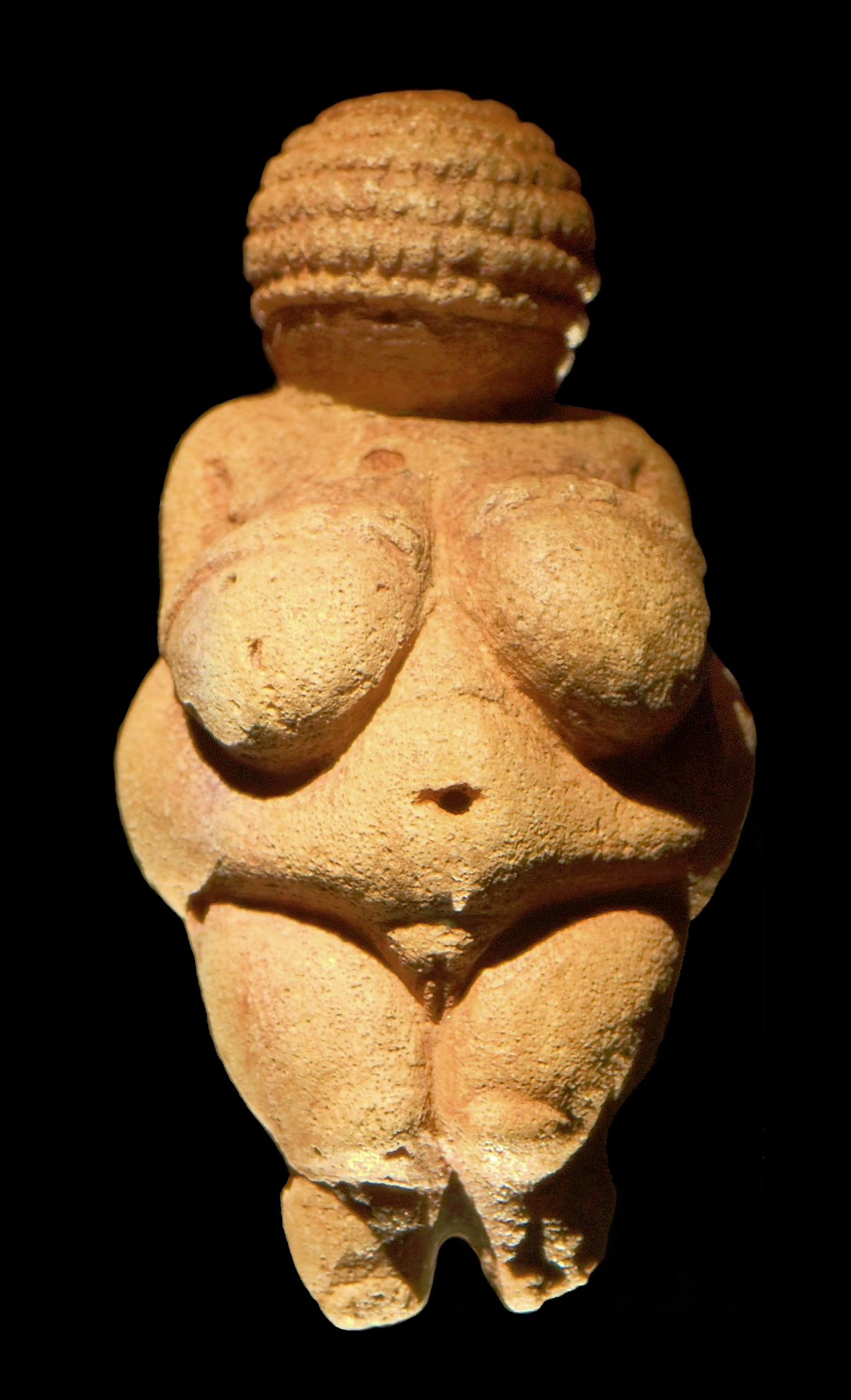
Venus von Willendorf

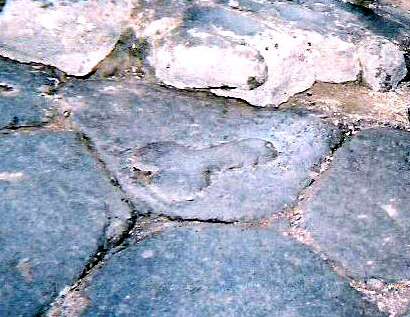
Hinweiszeichen zu einem antiken Bordell, Relief auf einer Platte des Straßenpflasters

Die Sexualsprache ist als Kommunikationsform so alt wie die menschliche Sprache selbst und geht in ihren Anfängen Hand in Hand mit der kognitiven Auseinandersetzung des Menschen mit Fortpflanzung und Fruchtbarkeit. So können nonverbale Abbildungen wie die Venus von Willendorf als Vorstufen der kommunikativen Beschäftigung mit Sexualität angesehen werden, auch wenn diese zeit- und kulturbedingt religiös ausgerichtet war. Ob die Figuren oder Zeichnungen als sexuelle Stimulation, Fetisch oder als Fruchtbarkeitssymbol benutzt und verehrt wurden, ist unbekannt. Lieder und Texte sind nicht überliefert. Allein Mythen, wie z. B. die Erzählung der Šamḫat im Gilgamesch-Epos geben einen Nachhall auf etwaige Sexualsprache der Vorzeit.
In Ausgrabungen in Pompeji konnten Graffiti mit obszönen Sprüchen oder an die Wände oder Boden gemalte oder geritzte Werbung für sexuelle Dienstleistungen nachgewiesen werden. Die Ars amatoria strotzte nur so von Sexualsprache und konnte lange in den Schulen oft nur in zensierter Form gelesen oder verlegt werden, wie auch das Hohelied der Bibel. Ähnlich ist es mit den Hetairikoi dialogoi von Lukian von Samosata, Ragionamenti, die Romane Trutz Simplex von Hans Jakob Christoffel von Grimmelshausen oder Josefine Mutzenbacher und die Hurengespräche von Heinrich Zille. In der Öffentlichkeit wurde in allen Kulturen Sexualität sprachlich nur verdeckt bzw. in Euphemismen behandelt. Die explizite Sexualsprache in Form von Vulgärsprache ist bis heute ein Merkmal der sozialen Unterschichten, zu denen berufsbedingt die Prostituierten gehörten und in der gutbürgerlichen Gesellschaft tabu. So wurde und wird sie oft bewusst eingesetzt um sich von der sogenannten „besseren Gesellschaft“ abzugrenzen und zu schockieren, wie z. B. von Jugendlichen in der Adoleszenz, Filmemachern, Schriftstellern, Schauspielern, Künstlern oder Musikern. Als die Wissenschaft sich erstmals seriös mit Sexualität auseinanderzusetzen begann, suchte sich mit der Verwendung von lateinischen und griechischen Fremdwörtern und detaillierter emotionsloser Beschreibung bewusst von der Sexualsprache des Alltags abzugrenzen, so sind in den Schriften von Leonardo da Vinci auch Geschlechtsakt und Geburt zu sehen, eine mögliche pornographische Deutung wird aber durch die detaillierte lateinische und griechische Beschriftung aller Einzelheiten außer Kraft gesetzt.

## Ebenen der Sexualsprache
Die Sexualsprache wird in vier Ebenen aufgeteilt:
- Kindersprache: Die primitive Bezeichnung der Geschlechts- und Ausscheidungsorgane und deren Produkte beginnend aus dem kanonischen Lallen, die gesellschaftlich nur im Kleinkindalter akzeptiert wird und im späteren Alter als infantil angesehen wird. (Typische Bezeichnungen wie Pipi oder A-A)
- Vulgärsprache: Die Verwendung von Sexualsprache als Vulgärsprache ist am häufigsten vertreten und kann grob nochmals in vier Kategorien eingeteilt werden:
  - Sexualsprache als Ausdruck sexueller Absicht und erotisches Stimulans, vergl. Verbalerotik oder Dirty Talk als Teil von Erotik, Pornographie und Prostitution;
  - Verwendung als Mittel der Provokation bzw. zur Schaffung einer sozialen Distanz – z. B. eingesetzt von Jugendlichen während der Adoleszenz in ihrer Jugendsprache oder von Künstlern oder Politikern um Aufmerksamkeit zu erregen oder um auf soziale und politische Missstände hinzuweisen;
  - Verwendung als Kränkung: So verwenden Schimpfworte häufig Geschlechtsteile oder -praktiken oder versuchen die moralisch-sittliche Verortung oder heterosexuelle Neigung in Frage zu stellen. Interessant ist der Unterschied bei Beleidigungen in Sexualsprache, so wird die Infragestellung der moralischen Sittlichkeit eher bei Frauen verwendet (gängige Beschimpfung einer Frau, ist sie als Hure oder Schlampe zu bezeichnen, ein Mann als schwul (Schwuchtel) um diese zu demütigen). Eine Beschimpfung einer Frau als homosexuell oder eines Mannes als promisk findet zwar statt, hat aber sozial eine geringere beleidigende Entsprechung als das umgekehrte Beispiel.
  - Verwendung von Sexualsprache als Soziolekt: Sexualsprache in dieser Form wird auch Huren-, Milieu- oder Dirnensprache oder Rotlichtjargon genannt. Ähnlich wie die Soldatensprache oder Kiezdeutsch, ist diese Form linguistisch von dem sozialen Milieu geprägt, in dem sie vorwiegend gesprochen wird und beinhaltet auch die semiotischen Codes einer bestimmten Menschengruppe, um die Bedeutung einer Aussage vor Außenstehenden zu verschleiern und das Zusammengehörigkeitsgefühl zu betonen (speziell hier Hurensprache bzw. Codes die z. B. Sexualpraktiken beschreiben, wie GV für Geschlechtsverkehr usw.)
- Standardsprache: Gesellschaftlich akzeptierte Umschreibung der Geschlechtsorgane und -praktiken in Form von Verschleierungen, Andeutungen und Euphemismen, z. B. Vier Buchstaben als Umschreibung für den Hintern, das Unaussprechliche für Unterwäsche. Diese Verschleierungen gingen sogar bis zum Essen, so wurde das Hühnerbein im Deutschen als Hühnerkeule, im engl. als Drumstick bezeichnet, das Bruststück wurde als white meat bezeichnet, da die Worte Bein und Brust tabuisiert waren,[1] Andeutungen wurden z. B. in scheinbar unvollständigen Sätzen bzw. Sätzen ohne Subjekt oder Objekt geäußert, die von der Umgebung trotzdem verstanden wurde (vgl. Martin Luther: In der Woche zwier [Objekt = Geschlechtsverkehr, fehlt], schadet weder Ihm noch Ihr).
- Fachsprache: Wissenschaftliche Umschreibung von Geschlechtsorganen und -praktiken, in kühler und nüchterner Sprache (Latinismen und Gräzismen usw.)